# Anticòs sensible al fred
Els anticossos sensibles al fred són anticossos que reaccionen davant d'una temperatura freda. Alguns anticossos sensibles al fred són patològics i poden provocar trastorns de la sang. Aquests anticossos patològics sensibles al fred inclouen: 
- Aglutinines fredes, causant de la malaltia per aglutinines fredes.
- Anticossos de Donath-Landsteniner, causant de l'hemoglobinúria paroxística per fred en el procés d'anèmia hemolítica de Donath-Landsteiner.
- Crioglobulines, causant d'algunes vasculitis.

## Aglutinines fredes
Les aglutinines fredes són, normalment, la immunoglobulines M (IgM), que reconeixen i després s'uneixen als antígens de les hematies, normalment els antígens "I" o "i", de la superfície de les hematies, quan a l'entorn les temperatures són inferiors a la temperatura corporal central normal i, per tant, acaba provocant aglutinacions de les hematies i una reacció d'hemòlisi que es produeix fora dels vasos, donant lloc a anèmia sense hemoglobinúria en els casos habituals.

## Anticossos de Donath-Landsteiner
Els anticossos de Donath-Landsteiner comparteixen similituds amb la malaltia per aglutinines fredes en el reconeixement i la unió dels antígens a la superfície de les hematies en presència de temperatures relativament més baixes en comparació amb la temperatura corporal central. Tanmateix, el lloc on es produeix l'hemòlisi diferencia entre els anticossos de D-L i els d'aglutinines fredes.

## Crioglobulines
Les crioglobulines són immunoglobulines anormals que experimenten una precipitació reversible amb el refredament, que només es dissolen/desapareixen a una temperatura superior a 37 °C i formen complexos immunes sòlids o semblants a un gel en presència d'un entorn per sota de 37 °C, que poden bloquejar vasos sanguinis i causen una varietat de problemes de salut incloent inflamació i danys en els òrgans.
Els criteris de positivitat es basen en la mesura i identificació d'immunoglobulines en el crioprecipitat (es tipifica el tipus d'immunoglobulina si hi ha més de 20mg/dl totals d'aquestes molècules en el precipitat).
S'han descrit tres tipus de crioglobulines:
- simples (Tipus I, constituïdes per només una immunoglobulina monoclonal)
- mixtes (Tipus II i III, complexos antigen-anticòs).

Quan les crioglobulines són de tipus IgM (mixtes monoclonals o policlonals), aquesta immunoglobulina té generalment activitat factor reumatoide (reconeixement del fragment Fc de la IgG). En algun cas, pot donar-se una reactivitat creuada entre el reconeixement del virus (VHC) i la part variable de la IgG. Per això, en alguns crioprecipitats (crioglobulinemia mixta essencial) s'ha detectat l'antigen de l'hepatitis B.
En general, els pacients amb crioglobulines mixtes tenen els nivells de C1q i C4 baixos i el C3 normal. Resulta molt freqüent que el crioprecipitat tingui C1q.
Cal destacar que un dels factors més crítics per a la determinació de crioglobulines és la manipulació de la mostra en el moment de l'extracció. Per a la detecció de les crioglobulines, cal garantir que l'extracció es faci a 37 °C i que es manté aquesta temperatura fins a la separació del sèrum. Després, aquest sèrum es deixa un mínim de 72 hores a la nevera per aconseguir el precipitat. Un crioprecipitat veritable s'ha de dissoldre a 37 °C.